# 工艺高梁
工艺高梁（学名：Sorghum dochna var. technicum）为禾本科高粱属下的一个变种。

## 扩展阅读
- 維基物種上的相關：工艺高梁